# Ian McEwan
Ian Russell McEwan CBE (Aldershot, 21 de Junho de 1948) é um escritor britânico, chamado por vezes de “Ian Macabro”, devido à natureza das suas primeiras obras, e que de romance a romance se tem convertido em um dos mais conhecidos da sua geração. Ele é um ateu ativo.

## Biografia
Passou parte da sua infância no Extremo Oriente, na Alemanha e no Norte de África, já que o seu pai era um oficial do Exército Britânico que foi colocado sucessivamente nesses locais. Estudou na Universidade de Sussex e na Universidade de East Anglia, onde teve Malcom Bradbury como professor. A primeira das suas obras publicadas foi a colecção de relatos Primeiro amor, últimos ritos (1975). Em 1998, e causando grande controvérsia, foi-lhe concedido o Prémio Man Booker pela novela Amesterdão. Em 1997 publicou O fardo do amor, considerada por muitos como uma obra-prima sobre uma pessoa que sofre do síndrome de Clerambault.
Em Março e Abril de 2004, uns meses depois do governo britânico o convidar para jantar com a Primeira Dama dos Estados Unidos (Laura Bush), o Departamento de Segurança Nacional deste país impediu-o de entrar por não ter no passaporte um visto apropriado para trabalhar (McEwan estava a preparar uma série de conferências remuneradas). Só vários dias depois e de se tornar público na imprensa britânica é que se lhe permitiu a entrada.

## Distinções
- Doutoramento Honoris Causa pela Universidade Carlos III de Madrid (2018)

## Obra
- Primeiro Amor, Últimos Ritos (no original First Love, Last Rites) (1975) (Somerset Maugham Award)
- Entre os Lençóis ( no original In Betweeen The Sheets) (1978)
- O Jardim de Cimento (no original The Cement Garden) (1978)
- Estranha Sedução (PT) ou Ao Deus-Dará (BR) (no original The Comfort of Strangers) (1981)
- The Imitation Game (1981)
- Or Shall We Die? (1983)
- Rose Blanche (1985)
- The Ploughsman's Lunch (1985)
- A Criança no Tempo (no original The Child In Time) (1987)
- Soursweet (1988)
- O Inocente (no original The Innocent) (1990)
- Cães Pretos (PT) ou Cães Negros (BR) (no original Black Dogs) (1992)
- O Sonhador (no original The Daydreamer) (1994)
- O Fardo do Amor (PT) ou Amor sem fim (BR) (no original Enduring Love) (1997)
- Amesterdão (PT) ou Amsterdam (BR) (Amsterdam (1998) no original, Man Booker Prize)
- Expiação (PT) ou Reparação (BR) (no original Atonement) (2001)
- Sábado (no original Saturday) (2006)
- Na Praia de Chesil (PT) ou Na Praia (BR) (no original On Chesil Beach) (2007) (edição simultânea em Portugal e no Reino Unido)
- Por Ti: Libreto para Ópera de Michael Berkeley (PT) (no original For You: A Libretto) (2008)
- Solar (PT) (no original Solar) (2010) (edição simultânea em Portugal e no Reino Unido)
- Mel (PT) ou Serena (BR) (no original Sweet Tooth) (2012)
- A balada de Adam Henry (no original The Children Act) (2014)
- Numa casca de noz (PT) ou Enclausurado (BR) (no original Nutshell) (2016)
- Máquinas como eu (BR) (no original Machines Like Me) (2019)
- A barata (BR) (no original The Cockroach) (2019)

- Lições (no original Lessons) (2022)

## No cinema
- Um Ato de Esperança foi adaptado para o cinema em 2017 contando a história de Fiona Maye (Emma Thompson) uma eminente juíza da Alta Corte, que preside casos eticamente complexos do direito familiar. Com o serviço pesado, sua carga horária acaba exigindo um desgaste pessoal. Em meio ao seu precário relacionamento com um professor, ela precisa decidir sobre o caso de Adam, um garoto brilhante diagnosticado com câncer que se recusa em fazer a transfusão de sangue que salvará sua vida.[5]
- Atonement foi adaptado para o cinema em 2007, dirigido por Joe Wright, tendo nos papéis principais Keira Knightley e James McAvoy
- O Jardim de Cimento foi adaptado para o cinema em 1993, tendo num dos papéis principais a Charlotte Gainsbourg